# Большая Берёзовка (деревня)
 Большая Берёзовка — деревня в Павинском районе Костромской области. Входит в состав Петропавловского сельского поселения

## География
Находится в северо-восточной части Костромской области на расстоянии приблизительно 12 км на восток по прямой от села Павино, административного центра района.

## История
В XIX веке деревня находилась на территории Никольского уезда Вологодской губернии. В 1859 году здесь было учтено 8 дворов.

## Население
Численность постоянного населения составляла 71 человек (1859), 31 в 2002 году (русские 100 %), 8 в 2022.